# Tournus
Tournus este o comună în departamentul Saône-et-Loire, Franța. În 2009 avea o populație de 5.884 de locuitori.

## Evoluția populației
| An        | 1975  | 1982  | 1990  | 1999  | 2006  | 2009  |
| --------- | ----- | ----- | ----- | ----- | ----- | ----- |
| Populație | 7.443 | 6.977 | 6.568 | 6.231 | 5.892 | 5.884 |

## Obiective turistice
- Saint Philibert (1066-1119), biserică construită de către longobarzi în stil arhitectural romanic.

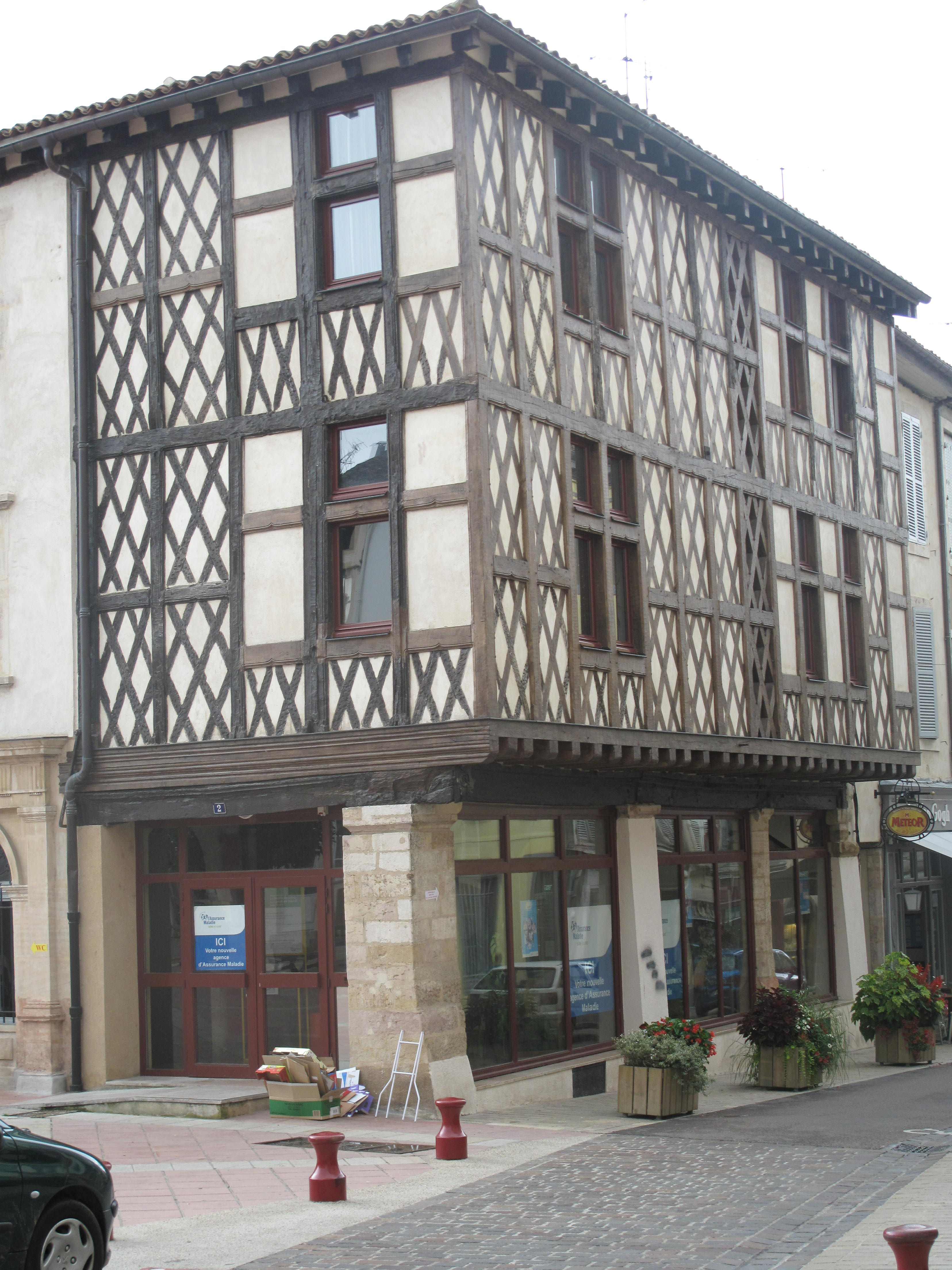
Poșta veche din Tournus

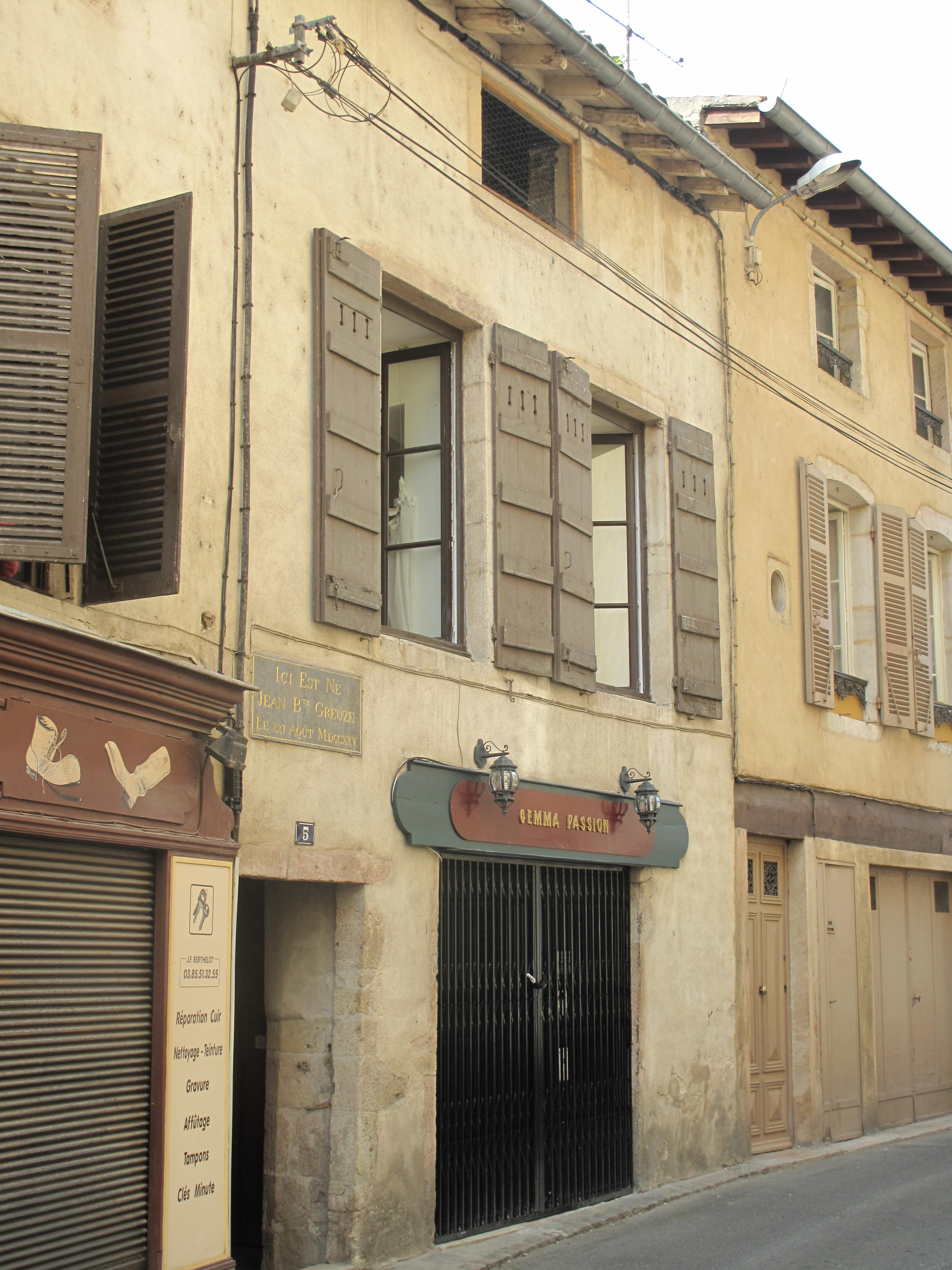
Casa natală a pictorului Jean-Baptiste Greuze

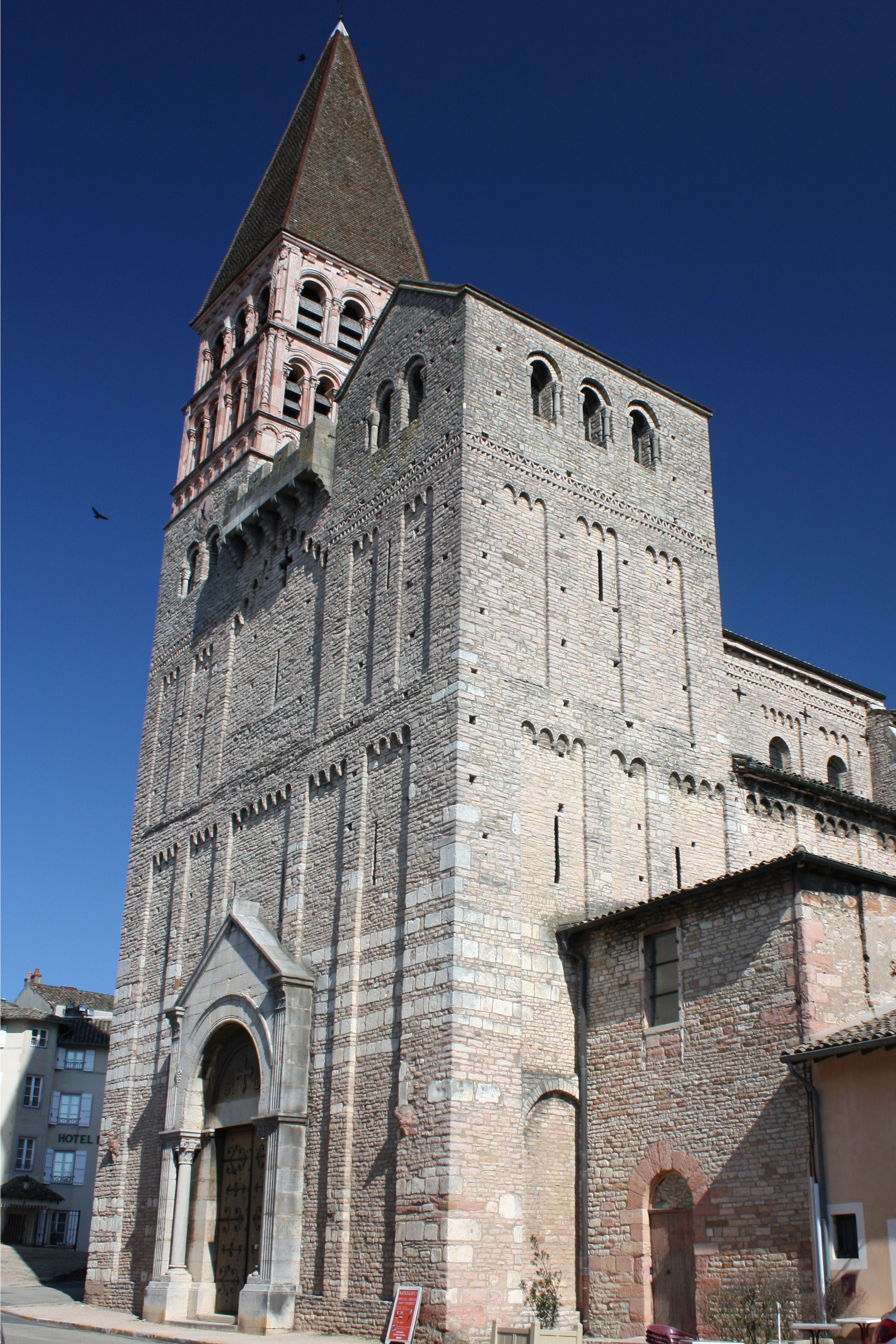
Saint Philibert, fațada vestică
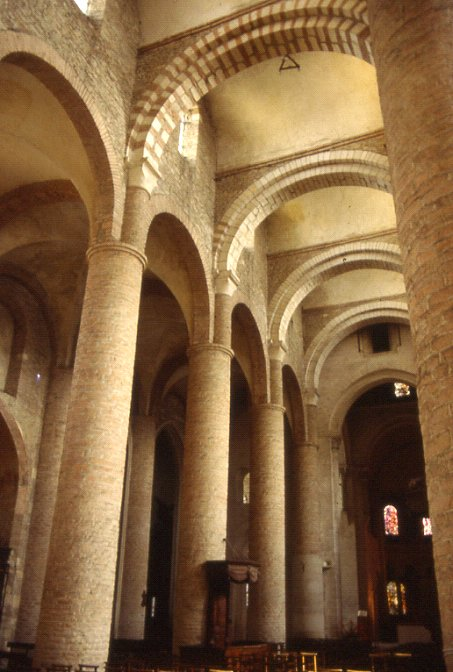
Saint Philibert, Tonnengewölbe

## Personalități
- Jean-Baptiste Greuze (1725–1805), pictor francez
- Léopold de Folin (1817–1896), ofițer de marină, oceanograf, zoolog
- Albert Thibaudet (1874–1936), critic de literatură și scriitor francez
- Josiane Bost (* 1956), ciclist de performanță francez